# 佐々木少年
佐々木少年（ささきしょうねん）は、日本の漫画家、イラストレーター、同人作家。男性。
代表作は、『真月譚 月姫』漫画版。

## 作品リスト

### 漫画
- SKY GUNNER（マガジンZ、連載終了。単行本化はされていない）
- 真月譚 月姫（月刊コミック電撃大王連載終了。全10巻）
- 月の珊瑚（最前線連載終了。全2巻）
- Fate/Grand Order -Epic of Remnant- 亜種特異点I 悪性隔絶魔境 新宿 新宿幻霊事件（月刊少年エース連載中）

### アンソロジーコミック（個人集）
- かぎっこ 〜Kanon＆AIR〜（宙出版）
- りーふもの 〜Leaf傑作選〜（宙出版）

### 小説挿絵
- 東京ヴァンパイア・ファイナンス（真藤順丈著、電撃文庫）

### ゲーム
- Fate/hollow ataraxia（壁紙ギャラリー提供）
- Fate/Grand Order（一部キャラクターデザイン）
- 月姫 -A piece of blue glass moon-（コンテ・レイアウト）